# Cisternole
Cisternole är en frazione i kommunen Frascati inom storstadsregionen Rom i regionen Lazio i Italien. Cisternole är uppkallat efter Via delle Cisternole, som förbinder Cisternole med Vermicino.
Bland sevärdheterna finns kyrkan Santa Maria in Vineis.

### Webbkällor
- ”Città di Frascati” (på italienska). Comune di Frascati. Arkiverad från originalet den 2 februari 2020. https://archive.today/20200202074432/https://www.comune.frascati.rm.it/. Läst 2 februari 2020.